# 山本鼎
山本鼎（1882年10月14日—1946年10月8日）是一位日本版畫家、洋畫家。愛知縣人。在日本推動農民美術專家
1924年受台灣總督府來台灣，到台灣的排灣族地區嘉興部落(Puljetji Tribe)考察。於大正十三年五月十二日(1924)台灣日日新報有提出，「台灣蕃人的工藝勝於漢系(閩人、粵人)工藝」。進而一步讓台灣總督府接受他的建議，促成排灣族的木工工藝出現量產化。

## 主要作品
- 《漁夫》木刻版畫，1904年
- 《デッキの一隅》木刻版畫，1912年
- 《野鶏（ヤーチー）》木刻版畫，1912年
- 《ブルトンヌ》木刻版畫，1920年